# Abbazia di Santa Maria di Rieunette
L'abbazia di Santa Maria di Rieunette (anche abbazia di Rieunette) è una abbazia femminile cistercense fondata nel XII secolo nel comune di Ladern-sur-Lauquet (dipartimento dell'Aude nella regione della Linguadoca-Rossiglione) e appartenente alla diocesi di Carcassonne.
Il nome "Rieunette" deriva dall'originario titolo latino rivus nitidus ("ruscello splendente").

## Storia
L'abbazia venne fondata nel 1162 e adottò presto la regola cistercense e dipendeva dagli abati di Villelongue. La comunità arrivò a contare oltre quaranta monache.
Durante le guerre di religione francesi venne abbandonata nel 1528 e fu a più riprese saccheggiata. Venne incendiata nel 1568.
Nel 1648 fu tentato di far rinascere il monastero e fu nominata badessa Cecilia Noè, ma gli edifici conventuali vennero nuovamente distrutti nel 1654 da coloro che al momento dell'abbandono si erano impadroniti dei beni dell'abbazia. La comunità si trasferì dunque nella città di Carcassonne.
Dopo un lento declino, nel 1761 l'abbazia venne soppressa dal vescovo di Carcassonne e le monache furono trasferite al convento di Bernardino da Lombez, a Gers).
Nel 1998 sette monache provenienti dall'abbazia cistercense di Boulaur hanno fatto rinascere una comunità religiosa che segue la regola benedettina sui resti dell'antica abbazia.
Il monastero dispone anche di una piccola azienda agricola e di un laboratorio artigianale.
Dell'abbazia originaria resta la chiesa abbaziale, della fine del XII secolo.
Nel 1998 la comunità Cistercense dell'Abbazia Boulaur si è impegnata a far rinascere, sui resti dell'antico monastero, una nuova comunità religiosa inviando 7 suore, che vi abitano scandendo la loro giornata nella preghiera e nel lavoro, secondo la regola benedettina. Le monache sono disponibili tutto l'anno ad accogliere i visitatori, che desiderano esplorare il patrimonio di architettura cistercense e musica gregoriana, e i pellegrini cristiani in cerca di pace e preghiera.